# Менслаге
Менслаге (нем. Menslage) — община в Германии, в земле Нижняя Саксония.
Входит в состав района Оснабрюк. Подчиняется управлению Артланд. Население составляет 2509 человек (на 31 декабря 2010 года). Занимает площадь 65,18 км².
| Год  | Население |
| ---- | --------- |
| 1990 | 2409      |
| 1995 | 2713      |
| 2000 | 2639      |
| 2005 | 2582      |
| 2010 | 2514      |